# كأس بانغاباندو 2018
كأس بانغاباندو الذهبي 2018 أو ببساطة كأس بانغاباندو 2018 هي مسابقة كرة قدم دولية نظمها اتحاد بنغلاديش لكرة القدم تكريما لوالد الأمة بانغاباندو الشيخ مجيب الرحمن. كانت هذه الدورة الخامسة من البطولة وتنافست فيها ستة فرق من 1 أكتوبر حتى 12 أكتوبر 2018.

## الفرق المشاركة
تنافست ست دول في نسخة 2018 من كأس بانغاباندو. وكان رئيس الاتحاد البنغلاديشي لكرة القدم، قاضي صلاح الدين، قد صرح في وقت سابق بأن الاتحاد البنغلاديشي لكرة القدم يريد أن يشارك فريق من كل الاتحادات الفرعية للاتحاد الآسيوي لكرة القدم. كما تم الإبلاغ عن أفغانستان كمشارك محتمل.
| البلد             | تصنيف الفيفا1 | أفضل أداء سابق |
| ----------------- | ------------- | -------------- |
| بنغلاديش (المضيف) | 193           | الوصيف (2015)  |
| لاوس              | 178           | غ/م (أول مرة)  |
| نيبال             | 160           | الفائز (2016)  |
| فلسطين            | 100           | غ/م (أول مرة)  |
| الفلبين           | 114           | غ/م (أول مرة)  |
| طاجيكستان         | 120           | غ/م (أول مرة)  |

## السحب
تم إجراء السحب في 1 سبتمبر 2018 في فندق لو ميريديان داكا في دكا. تم تقسيم الفرق الستة إلى مجموعتين، كل منها ثلاثة فرق لمرحلة المجموعات.

## الأماكن
جرت المباريات على ثلاثة مواقع. استضاف ملعب مقاطعة سيلهيت في سيلهيت مباريات مرحلة المجموعات، في حين استضاف ملعب كوكس بازار في كوكس بازار الدور نصف النهائي. استضاف ملعب بانغاباندهو الوطني في دكا المباراة النهائية.
| دكا                                                   | سيلهيت             | كوكس بازار      |
| ----------------------------------------------------- | ------------------ | --------------- |
| ملعب بانغاباندو الوطني                                | ملعب مقاطعة سيلهيت | ملعب كوكس بازار |
|                                                       |                    |                 |
| السعة: 36,000                                         | السعة: 25,000      | السعة: 5,000    |
| دكا سيلهيت كوكس بازاركأس بانغاباندو 2018 (Bangladesh) |                    |                 |

## مرحلة المجموعات

### المجموعة أ
| م | الفريق    | لعب | ف | ت | خ | أ.له | أ.ع | أ.ف | نقاط | التأهل                       |
| - | --------- | --- | - | - | - | ---- | --- | --- | ---- | ---------------------------- |
| 1 | فلسطين    | 2   | 2 | 0 | 0 | 3    | 0   | +3  | 6    | يتقدم إلى مرحلة خروج المغلوب |
| 2 | طاجيكستان | 2   | 1 | 0 | 1 | 2    | 2   | 0   | 3    | يتقدم إلى مرحلة خروج المغلوب |
| 3 | نيبال     | 2   | 0 | 0 | 2 | 0    | 3   | −3  | 0    |                              |

| نيبال | 0–2   | طاجيكستان                             |
| ----- | ----- | ------------------------------------- |
|       | تقرير | فتح اللهيف 27' (ركلة.) · تورسونوف 69' |

| طاجيكستان | 0–2   | فلسطين                       |
| --------- | ----- | ---------------------------- |
|           | تقرير | - كانتيانا 1' - البهداري 75' |

| فلسطين   | 1–0   | نيبال |
| -------- | ----- | ----- |
| سالم 70' | تقرير |       |

### المجموعة ب
| م | الفريق       | لعب | ف | ت | خ | أ.له | أ.ع | أ.ف | نقاط | التأهل                       |
| - | ------------ | --- | - | - | - | ---- | --- | --- | ---- | ---------------------------- |
| 1 | الفلبين      | 2   | 2 | 0 | 0 | 4    | 1   | +3  | 6    | يتقدم إلى مرحلة خروج المغلوب |
| 2 | بنغلاديش (H) | 2   | 1 | 0 | 1 | 1    | 1   | 0   | 3    | يتقدم إلى مرحلة خروج المغلوب |
| 3 | لاوس         | 2   | 0 | 0 | 2 | 1    | 4   | −3  | 0    |                              |

| بنغلاديش | 1–0   | لاوس |
| -------- | ----- | ---- |
| أحمد 60' | تقرير |      |

| الفلبين                                              | 3–1   | لاوس                    |
| ---------------------------------------------------- | ----- | ----------------------- |
| بيديك 44' (ركلة.) · غايوسو 53' · بهادران 82' (ركلة.) | تقرير | كونغماتيلات 88' (ركلة.) |

| بنغلاديش | 0–1   | الفلبين     |
| -------- | ----- | ----------- |
|          | تقرير | دانييلز 24' |

## مرحلة خروج المغلوب

### القوس
|  | نصف النهائي | نصف النهائي |           |       | النهائي | النهائي |
|  |             |             |           |       |         |         |
|  | 9 أكتوبر    |             |           |       |         |         |
|  |             |             |           |       |         |         |
|  | الفلبين     | 0           |           |       |         |         |
|  | الفلبين     | 0           | 12 أكتوبر |       |         |         |
|  | طاجيكستان   | 2           |           |       |         |         |
|  | طاجيكستان   | 2           | طاجيكستان | 0 (3) |         |         |
|  | 10 أكتوبر   |             | طاجيكستان | 0 (3) |         |         |
|  |             | فلسطين (ج.) | 0 (4)     |       |         |         |
|  | فلسطين      | فلسطين (ج.) | 0 (4)     | 2     |         |         |
|  | فلسطين      |             |           | 2     |         |         |
|  | بنغلاديش    | 0           |           |       |         |         |
|  | بنغلاديش    | 0           |           |       |         |         |

### نصف النهائي
| الفلبين | 0–2   | طاجيكستان                   |
| ------- | ----- | --------------------------- |
|         | تقرير | تورسونوف 31' · نزاروف 90+7' |

| فلسطين                | 2–0   | بنغلاديش |
| --------------------- | ----- | -------- |
| بلح 8' · مراعبة 90+4' | تقرير |          |

### النهائي
| طاجيكستان                                                      | 0–0 (ب.و.إ.) | فلسطين                                  |
| -------------------------------------------------------------- | ------------ | --------------------------------------- |
|                                                                | تقرير        |                                         |
| ركلات الترجيح                                                  |              |                                         |
| جزاء مسجلة · جزاء مسجلة · جزاء مسجلة · جزاء ضائعة · جزاء ضائعة | 3–4          | - كانتيانا - عويسات - البطاط - البهداري |

## الهدافون
عدد الأهداف المُسجلة  15 هدفًا  في 8 مباراة، بمتوسط 1.88 هدفًا في المباراة الواحدة.
هدفان
- كمران تورسونوف

هدف
- بيبلو أحمد
- فيتاك كونغماتيلات
- عبد اللطيف البهداري
- محمد بلح
- جوناتان كانتيانا
- سامح مراعبة
- خالد سالم
- جوفين بيديك
- ميثاق بهادران
- كنشيرو دانييلز
- خافيير غايوسو
- فتح الله فتحاللهييف
- أختام نزاروف

## الرعاية
اشترت شركة التسويق الرياضي المحلي K-Sports حقوق هذه الدورة من البطولة وستكون مسؤولة عن جميع النفقات.